# Marca de familia
La creación de marca de familia constituye una estrategia de marketing que implica poner a la venta varios productos relacionados con una misma marca. Ello contrasta con la estrategia de marca individual en la que cada producto en una cartera de productos tiene una única marca e identidad.
Existen a menudo economías de oportunidad asociadas a la estrategia de marca de familia desde el momento en que varios productos pueden ser publicitados en una única campaña. La marca de familia facilita la introducción de nuevos productos al evocar en la mente del consumidor una marca ya conocida. Ser parte de esta marca puede determinar la compra del consumidor entre otras alternativas parecidas, la aceptación del producto u otras ventajas similares.
La marca de familia impone en el propietario de la marca una mayor responsabilidad en mantener una buena calidad y preservar el valor de la marca. Si la calidad de un solo producto dentro de la familia queda comprometido, puede repercutir en el prestigio del resto y derivar en una reducción de ventas. La marca de familia sólo debería ser construida cuando existe una línea de productos que tengan una calidad similar.